# Deutsche Meisterschaften im Bahnradsport der Amateure 1948
Die Deutschen Meisterschaften im Bahnradsport der Amateure 1948 fanden am 4. und 5. September auf der Radrennbahn in Bochum statt. Es war die zweite Meisterschaft nach dem Zweiten Weltkrieg für Amateure. Es wurden Meister in den Disziplinen Sprint, Einerverfolgung und in der Mannschaftsverfolgung ermittelt. Die Meisterschaften im Zweier-Mannschaftsfahren waren gesondert durchgeführt und von den Kölnern Hans Westerhold und Jakob Tabat in Frankfurt am Main gewonnen worden. Bedingt durch das schlechte Wetter am Meisterschaftswochenende kamen insgesamt nur 5.000 Zuschauer zu den Rennen.

## Sprint
Der Sieger wurde nach fünf Vorläufen, zwei Zwischenläufen, einem Hoffnungslauf, sowie zwei Halbfinals und schließlich in zwei Endläufen ermittelt. Beide Finaldurchgänge entschied Willy Trost gegen Willy Schertle klar für sich. Hans Westerhold gewann ebenfalls beide Läufe um die Bronzemedaille.
| Ergebnis |                 |                          |
|          | Name            | Verein/Team              |
| 1.       | Willy Trost     | RC Colonia Köln          |
| 2.       | Willi Schertle  | RV Stuttgardia Stuttgart |
| 3.       | Hans Westerhold | RC Staubwolke Köln       |

## Einerverfolgung
Gerhard Stubbe, der bereits in den Vorläufen die beste Zeit des Wettbewerbs gefahren hatte, gewann den Titel souverän. Im Finale fuhr er 5:30,2 Minuten und siegte mit 285 Metern Vorsprung auf seinen Gegner. Schliebener schlug im Kampf um die Bronzemedaille Heinrich Rühl sicher.
| Ergebnis |                  |                          |
|          | Name             | Verein/Team              |
| 1.       | Gerhard Stubbe   | RC Herpersdorf           |
| 2.       | Barth            | Wiesbaden                |
| 3.       | Hans Schliebener | R.Vg. Luisenstadt Berlin |

## Mannschaftsverfolgung
Die beste Meisterschaftszeit fuhr im Turnier die Siegermannschaft vom RC Herpersdorf, die im Finale deutlich mit sieben Sekunden Vorsprung auf das Team vom RC Staubwolke Köln gewann.
| Ergebnis |                                                                    |                    |                |
| #        | Name                                                               | Verein/Team        | Zeit (min)     |
| 1.       | Gerhard Stubbe Heinrich Rühl Gotthard Dinta Matthias Pfannenmüller | RC Herpersdorf     | 5:08,6 Minuten |
| 2.       | Hennerici Schmitz Hans Westerhold Jakob Tabat                      | RC Staubwolke Köln | 5:27,5 Minuten |
| 3.       | Berger Kugelmann Schöpf Spiegel                                    | Amor München       | 5:20,2 Minuten |